# Sečevod
Sečevod (lat. ureter) je del sečnih izvodil, po katerem teče seč iz ledvic v sečnik. Iz ledvičnega meha vsake od obeh ledvic izhaja po eden sečevod. Sečevod je mišično izvodilo, ki lahko poganja seč s pomočjo peristaltičnega gibanja. Pri odraslem človeku v dolžino meri 25–30 cm.

## Histologija
Premer sečevoda meri okoli 3 mm; njegova svetlina je zvezdaste oblike. Enako kot sečnik je tudi sečevod obdan s prehodnim epitelijem in vsebuje plasti gladkega mišičja.
Celice sečevodovega epitelija so progaste, v sproščeni obliki okroglaste, v skrčenem stanju pa ploščate. Sluznici lastna plast (lamina propria) je debela in raztegljiva.
V steni sečevoda se nahajata dve spiralni plasti gladkega mišičja - notranja vzdolžna plast in zunanja krožna plast (obratno kot v steni prebavil). Distalna tretjina sečevoda vsebuje v steni še tretjo zunanjo vzdolžno plast gladkih mišic. 
Adventicija je kot tudi drugje zgrajena iz fibroznega veziva, ki je povezana z okolnim tkivom.

## Bolezni in motnje sečevoda
- rak
- zastoj ledvičnih kamnov
- ureterokela
- megaureter
- vezikoureterni refluks
- anatomske nepravilnosti (ektopija ...).